# Julia Gonzaga
Julia Gonzaga (en italiano, Giulia Gonzaga; Gazzuolo, 1513-Nápoles, 19 de abril de 1556) fue hija del príncipe Luis Gonzaga, señor de Sabbioneta, y de Francesca Fieschi. Se casó con el condotiero Vespasiano Colonna y fue condesa de Fondi.

## Biografía
Se casó a los 14 años con Vespasiano Colonna, duque de Carpi, y se quedó viuda a los tres años de su matrimonio. No volvió a casarse. Fundó en su palacio un centro de cultura. En la Historia de los heterodoxos españoles, Marcelino Menéndez Pelayo dice que se conservó fiel y dedicada a la caridad y a la devoción.[cita requerida]
Poco se dice sobre esta dama y su aporte para el avance del protestantismo español. Sus datos se reducen a una serie de eventos, casi todos relacionados con Juan de Valdés, por un lado, de quien se dice fue su «discípula querida (...) la que inspiró casi todos sus escritos religiosos». Pero por el otro, se le exalta por ser una mujer de insigne y aristocrática belleza. Prueba de ello es un retrato pintado por Bartolomé de Piompo y que aún se conserva en el Museo Británico. Dicho trabajo fue encargado por Hipólito de Médicis, con quien tuvo una relación de la que nació un hijo llamado Asdrúbal, quien llegó a ser condotiero y caballero de la Orden de Malta.
Se cuenta que Julia fue objeto de un intento de rapto por el pirata Barbarroja. Este atacó la ciudad de Fondi con la firme idea de raptar a la condesa. Con ello pretendía cumplir con un encargo del sultán Solimán el Magnífico en 1534, quien, atraído por su belleza, quiso sumarla a su harén. 
Julia Gonzaga tuvo amistad con Juan de Valdés. Éste ya la había tenido con el cardenal Pirro Gonzaga (hermano de Julia), pero con Julia fue mucho más estrecha, de modo que en 1536 se convierte en su confidente y consejero. Menéndez Pelayo relató aquella relación diciendo que «entonces tuvo la desgracia de encontrarse con nuestro paisano, que fue para ella a modo de un director espiritual, cuyos consejos siguió ciegamente».
Acudió a uno de los sermones predicados por Bernardino Ochino en 1535. Esto dio lugar a un diálogo entre Julia Gonzaga y Juan de Valdés. Dicho diálogo fue escrito aquella noche por petición de la condesa y se convirtió en su obra Alfabeto Cristiano (1536). En este libro Valdés expone el camino de la perfección cristiana. Asimismo, le escribiría a Julia la dedicatoria de los Comentarios a las Epístolas de San Pablo. 
Julia Gonzaga formó parte igualmente de un coventículo protestante clandestino. De esto Williams señala que «era su espíritu el que presidía el círculo evangélico en que entró Valdés al convertirse, en 1536, en consejero espiritual de Julia». Entre sus adeptos se contaban unos cuantos miembros importantes de la sociedad napolitana. Entre ellos estaban Isabel Briceño o Isabella Bresegna (1510-1567), esposa del gobernador de Parma y Piacenza; Victoria Colonna, que era la viuda de Fernando de Ávalos, marqués de Pescara; Miguel Ángel Buonarroti y el monje Benedetto de Mantua, autor del libro El Beneficio de Cristo. A ellos consagró Valdés sus últimos seis años traduciéndoles textos bíblicos y escribiéndoles consejos, tratados y «consideraciones piadosas».
El aporte de Julia Gonzaga al movimiento reformado fue citado por Guido D’Agostino: 

A su muerte (1541) [la de Valdés], continuó difundiendo sus ideas en el círculo animado por Julia Gonzaga, condesa de Fondi, convencida de que el valdesianismo podría renovar desde el interior el catolicismo.